# Nakambale
Das Nakambale Missionshaus und die Kirche mit Friedhof (englisch Nakambale House, Church and Cemetery) in Olukonda sind seit dem 2. November 1992 Nationaldenkmäler. Hier befindet sich auch das Nakambale Museum, eine Kunstsammlung mit Exponaten aus der Zeit der Missionarsarbeit sowie traditionelle Kunstgegenständen.
Der ganze Komplex wurde seit 2019 durch Privatinvestoren renoviert und um eine Lodge erweitert.

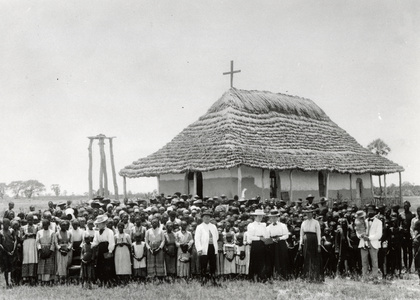
Missionsstation (1899)